# Xã Indian Village, Quận Tama, Iowa
Xã Indian Village (tiếng Anh: Indian Village Township) là một xã thuộc quận Tama, tiểu bang Iowa, Hoa Kỳ. Năm 2010, dân số của xã này là 1.153 người.